# Aposporella
Aposporella är ett släkte av svampar. Aposporella ingår i divisionen sporsäcksvampar och riket svampar.